# Wilfried von Loewenfeld
Wilhelm Friedrich Julius Hans „Wilfried“ Höffer von Loewenfeld (* 25. September 1879 in Spandau; † 5. Juli 1946 in Schleswig) war ein deutscher Vizeadmiral sowie Freikorpsführer.

## Familie
Er entstammte einem Adelsgeschlecht, das seit dem 17. Jahrhundert in Schwaben auftritt und seine Abstammung auf den kaiserlichen Stadtrichter in Wien Friedrich Höffer (Reichsadelsstand 1633) zurückführt, und war der Sohn des preußischen Generalmajors Julius von Loewenfeld (1838–1916) und dessen Ehefrau Elisabeth, geborene von Witzleben (* 1854; † nach 1933). Die Familie führte bis Anfang des 19. Jahrhunderts den Namen Höffer von Loewenfeld, danach verblieb Höffer nur noch als Vorname.
Loewenfeld heiratete am 24. September 1927 in Berlin Dorothee Gräfin von Bismarck-Schönhausen (* 9. Dezember 1892 in Hannover; † 14. Juli 1975), die aus erster Ehe mit Reinhold Graf von Rehbinder geschieden und Enkelin des ersten Reichskanzlers war.
Sein Onkel war der preußische General der Infanterie Alfred von Loewenfeld (1848–1927).

## Militärischer Werdegang
Loewenfeld trat am 7. April 1897 als Kadett in die Kaiserliche Marine ein. Nach erfolgreicher Kadetten- und Offiziersausbildung wurde er im Mai 1912 Erster Offizier auf dem Kleinen Kreuzer Breslau. Dort wurde er auch väterlicher Freund und Mentor des späteren Großadmirals Karl Dönitz. Am 19. Mai 1914 zum Korvettenkapitän befördert, kam er am 8. Juli 1914 als Navigationsoffizier auf das Linienschiff Helgoland, auf der Loewenfeld auch nach dem Ausbruch des Ersten Weltkriegs seinen Dienst versah. Im November 1915 übernahm er die Dienststellung des Ersten Offiziers auf dem Großen Kreuzer Prinz Heinrich und im August 1916 als Kommandant den Hilfsminenleger Deutschland. Im weiteren Verlauf des Krieges war Loewenfeld Admiralstabsoffizier beim Befehlshaber der Marineanlagen in Kurland. Vom 17. August 1917 bis 7. August 1918 war er im Stab der 1. Marine-Division tätig und erlebte hier die verlustreichen Stellungskämpfe an der Westfront in Flandern. Anschließend kam Loewenfeld als Erster Adjutant des Chefs der Seekriegsleitung, Reinhard Scheer, in den Admiralstab der Marine. Ab 3. November 1918 war er Erster Offizier auf dem Großlinienschiff Markgraf.
Kurz nach Ausbruch der Novemberrevolution am 4. November 1918 in Kiel, bei dem das Kaiserreich zusammenbrach und in deren Folge es zur Ausrufung der Republik in Deutschland kam, sammelte Loewenfeld bereits republikfeindliche Marineoffiziere in einer geheimen Gruppe. Zu dieser Gruppe gehörten auch Wilhelm Canaris und Lothar von Arnauld de la Perière, der erfolgreichste U-Boot-Kommandant im Krieg.
Ab 18. Februar 1919 stellte Loewenfeld auf Anweisung von Reichswehrminister Gustav Noske die 3. Marine-Brigade, ein Freikorps aus Marinefreiwilligen auf und kommandierte sie bis zum 30. Juni 1920. Er wurde während dieser Zeit am 8. März 1920 zum Fregattenkapitän befördert. Anfang März 1919 war die Brigade etwa 1.500 Mann stark. Sie wurde nach infanteristischer Ausbildung im Juni 1919 während des Verkehrsstreiks in Berlin und dann im ersten polnischen Aufstand in Oberschlesien eingesetzt. Nach Abschluss der Kämpfe wurde sie während des Winters 1919/20 in der Nähe von Breslau im Grenzschutz eingesetzt. Ein Bataillon der Brigade blieb jedoch ständig in Kiel stationiert. Um die „Ansteckung“ durch „linke“ Elemente in Kiel zu verhindern, wurden die Bataillone regelmäßig – etwa alle zwei Monate – ausgewechselt.
Während des Kapp-Putsches im März 1920 unterstützte Loewenfeld mit der Brigade den Umsturzversuch mit der Besetzung Breslaus, räumte aber nach dem Zusammenbruch des Aufstandes die Stadt wieder. In Kiel kam es während des Putsches zu blutigen Kämpfen des dort stationierten Bataillons mit republiktreuen Marinesoldaten. Nach kurzem Zögern schickte die Regierung die Brigade Ende März zur Bekämpfung des kommunistischen Aufstandes ins Ruhrgebiet, wo sie im Rahmen der 3. Kavalleriedivision im Raum Bottrop eingesetzt wurde.
Mitte Mai 1920 erging der Auflösungsbefehl an die Marinebrigade, der allerdings erst nach zwei Jahren vollständig ausgeführt war. Trotz seiner republikfeindlichen Einstellung wurde Loewenfeld und viele andere republikfeindliche Marineoffiziere 1920 in die Reichsmarine übernommen. Loewenfeld gab sich nun, anders als viele andere Marineoffiziere, als Vernunftrepublikaner, der treu zur Republik stand.
Nachdem er das Kommando über die Brigade abgegeben hatte, stand Loewenfeld zunächst bis zum 23. März 1921 zur Verfügung des Chefs der Marineleitung. Während dieser Zeit fand eine Untersuchung zu seiner Rolle während des Kapp-Putsches statt. Im Anschluss daran wurde er Kommandeur des Schiffsstammdivision der Ostsee und in dieser Stellung am 1. Dezember 1921 zum Kapitän zur See befördert. Loewenfeld kommandierte von Juli 1922 bis September 1923 den Schulkreuzer Berlin. 1924 wurde er Chef des Stabes der Marinestation der Ostsee und zugleich Führer des Verbandes der Aufklärungsstreitkräfte. Von September 1925 bis zum März 1927 war Loewenfeld Chef der Flottenabteilung im Marinekommandoamt der Marineleitung und verantwortlich für den mehr kreuzerähnlichen Entwurf der Panzerschiffe der Deutschland-Klasse. Dann wurde er Befehlshaber der Seestreitkräfte der Ostsee und am 1. Januar 1928 zum Konteradmiral befördert.
In einem Schreiben über die Richtlinien und Ziele der deutschen Marinepolitik vom 22. Juli 1926 bezeichnete Loewenfeld den „Bolschewismus in Rußland“ als „größte[n] Feind der Kultur des Abendlandes“ und schlug vor den „Anschluß an England zu suchen, im gemeinsamen Kampf gegen den Bolschewismus“ sowie eine „ähnliche Anlehnung an Italien als Gegengewicht Frankreichs“.
Am 31. Oktober 1928 erfolgte unter Verleihung des Charakters als Vizeadmiral seine Verabschiedung aus dem Militärdienst. Seiner Frau Dorothea, einer Enkelin des Namensgebers, wurde am 14. Februar 1939 die Ehre zuteil, den Neubau des Schlachtschiffes Bismarck anlässlich des Stapellaufes zu taufen. Am 25. Juli 1939 wurde Loewenfeld zur Verfügung der Kriegsmarine gestellt, jedoch nicht zum aktiven Wehrdienst herangezogen.
Loewenfeld war Rechtsritter des Johanniterordens.

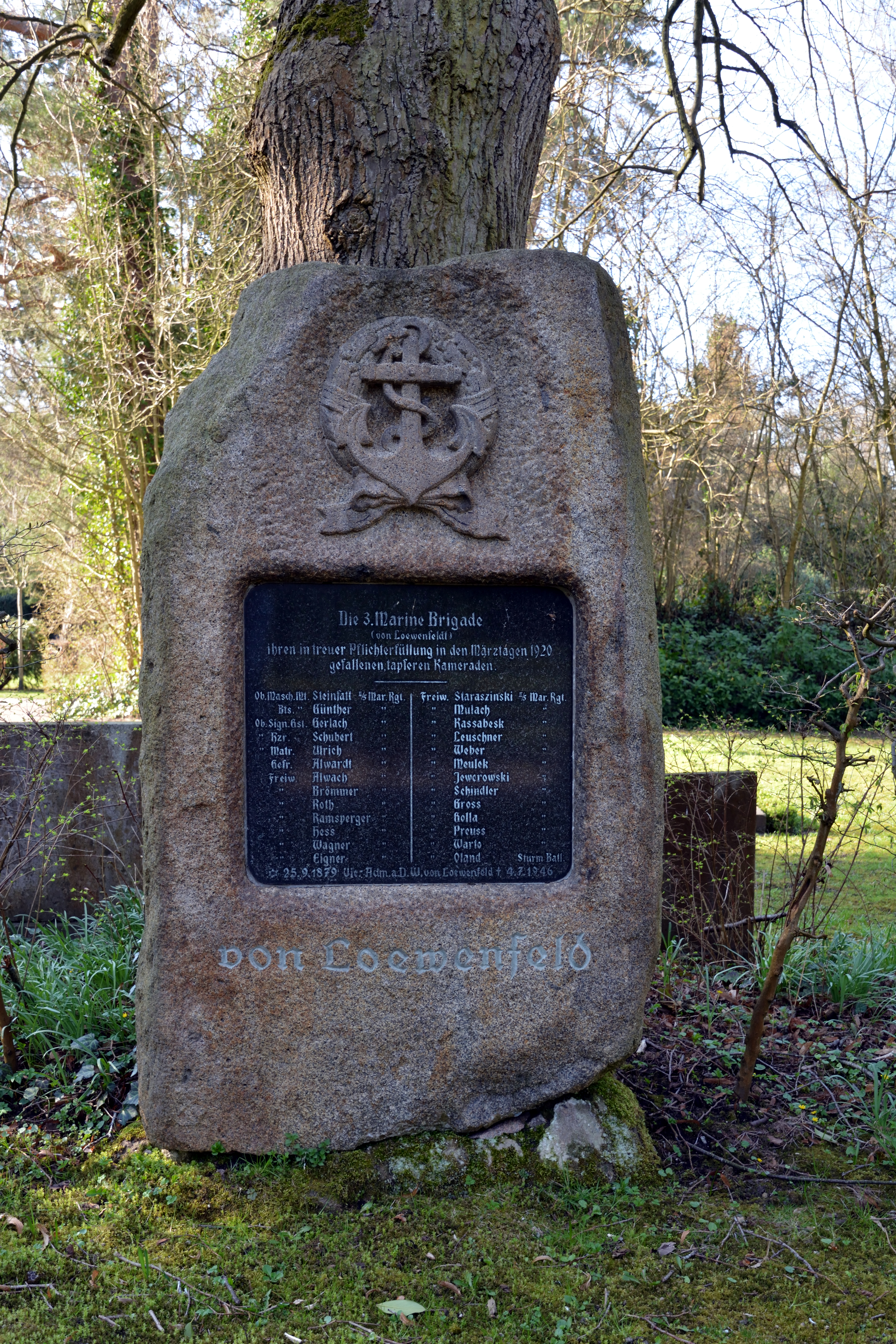
Grabstätte auf dem Nordfriedhof Kiel

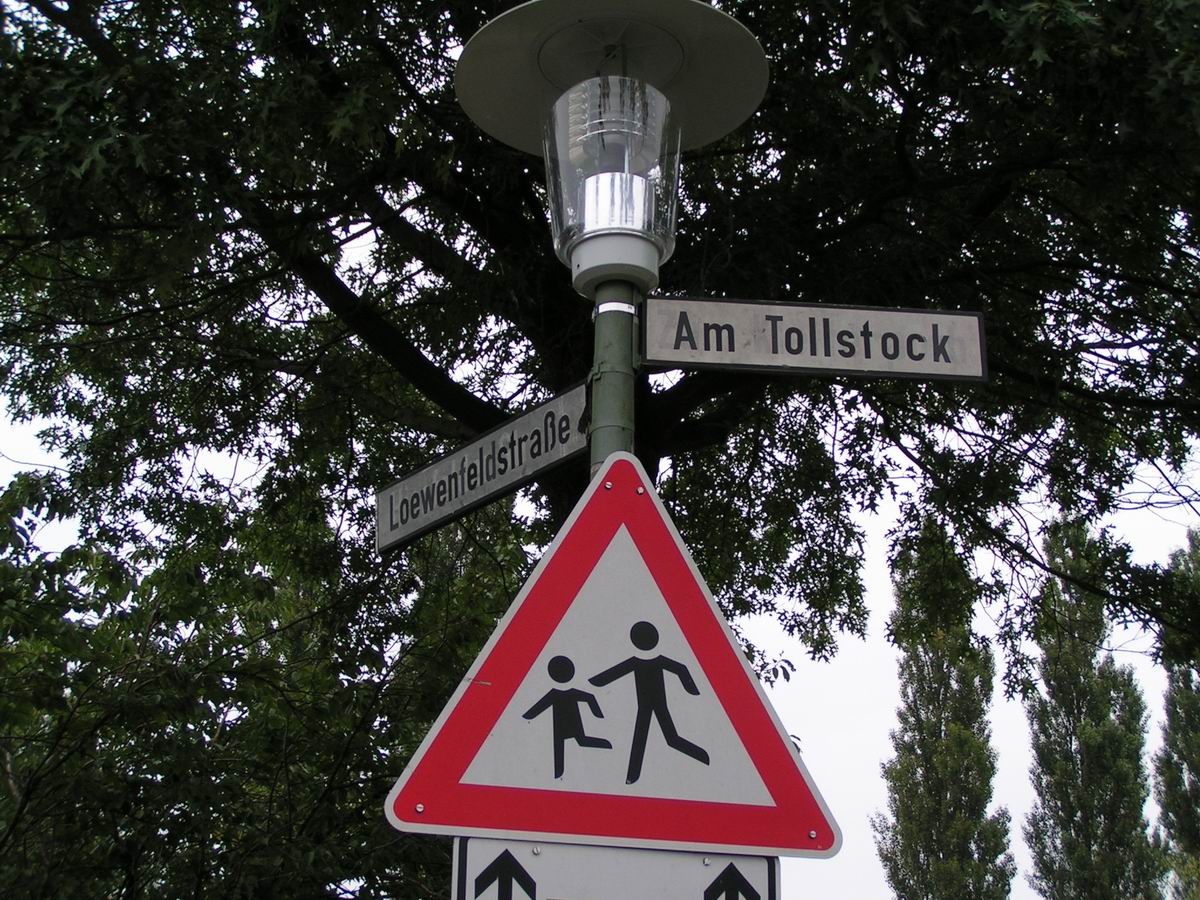
Loewenfeldstraße in Bottrop-Kirchhellen

## Gedenken
Loewenfeld ist auf dem Nordfriedhof in Kiel begraben, wo auch Angehörige seiner Brigade beerdigt sind. Bis Mitte 2019 hatte die Stätte den Charakter eines Ehrengrabs. Die Ratsversammlung in Kiel machte dies am 13. Juni 2019 rückgängig, weil bei der Verleihung 1968 eine Prüfung der Ehrungswürdigkeit nicht stattgefunden hat und weil Loewenfeld antidemokratische Absichten verfolgte, militärisch eigenmächtig agierte und eine tragende Rolle
bei der brutalen Niederschlagung des Ruhraufstands 1920 spielte. Die Grabstätte wird jedoch weiterhin als historische Grabstätte erhalten und in einfacher Form gepflegt. Im Rahmen eines Beschriftungskonzepts von Denkmälern und Grabstätten auf dem Nordfriedhof soll auch dort eine Informationstafel angebracht werden.
In Bottrop-Kirchhellen wurde nach Loewenfeld eine Straße benannt. Auf dem Alten Friedhof in Kirchhellen befindet sich ein Ehrengrab für seine Freikorpseinheit.

## Veröffentlichungen
- Das Freikorps von Loewenfeld. In: Hans Roden (Hrsg.): Deutsche Soldaten vom Frontheer und Freikorps über die Reichswehr zur neuen Wehrmacht. Breitkopf & Härtel, Leipzig 1935, S. 149–158